# Боротьба зі злочинністю

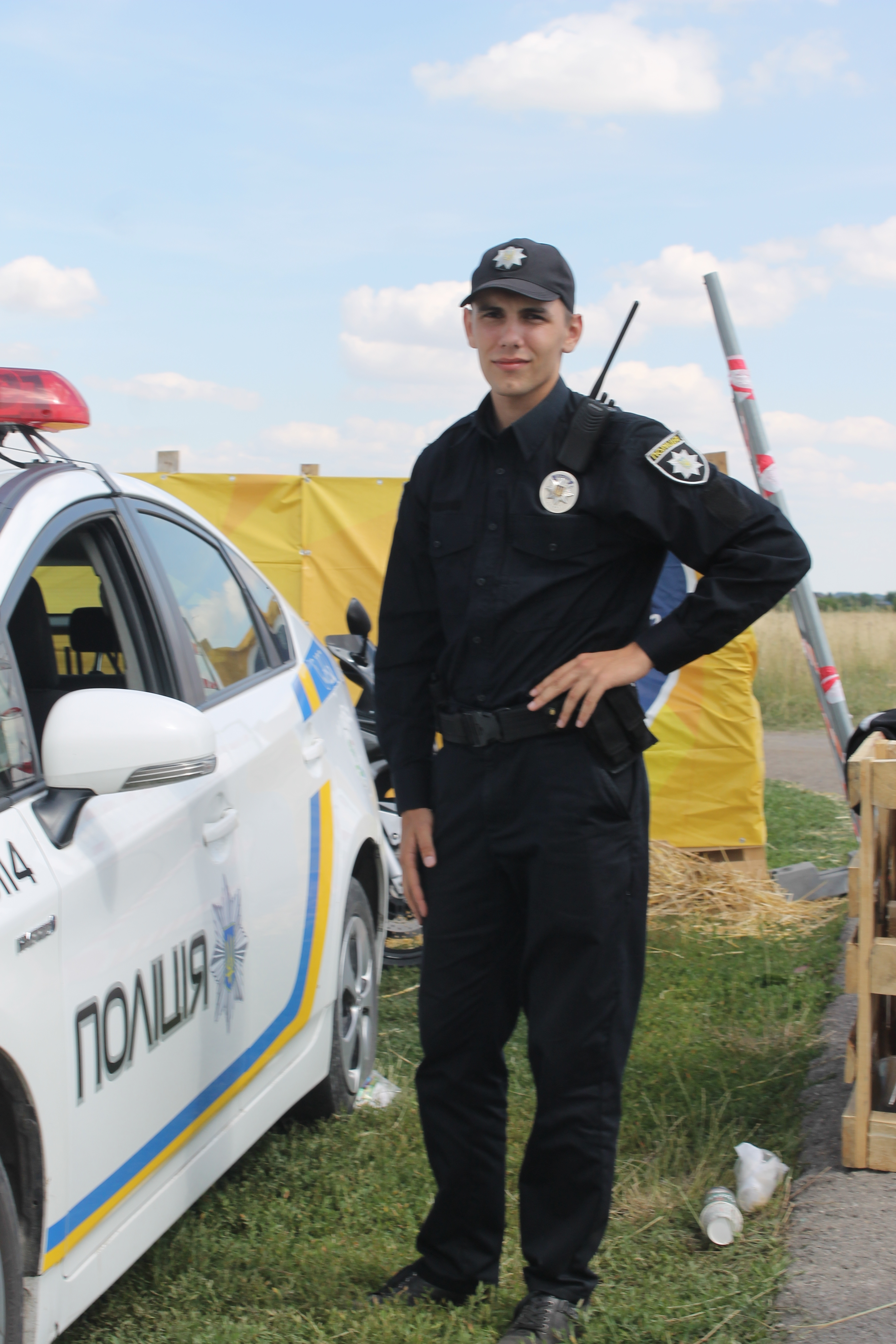
Поліцейський у Тернополі

Боротьба зі злочинністю — складна системна протидія злочинності із застосуванням репресивних та нерепресивних засобів, що являє собою єдність трьох наступних підсистем:
- загальної організації боротьби;
- попередження (профілактика) злочинності;
- правоохоронної діяльності[1].

Правоохоронна діяльність повинна забезпечувати невідворотність покарання та перевиховання осіб, що скоїли злочини.
Боротьба зі злочинністю ведеться на принципах:
- законності (здійснення лише заходів, безпосередньо передбачених законодавчими актами України);
- взаємодії (участь правоохоронних і всіх інших державних органів та органів місцевого самоврядування, підприємств, установ, організацій, об'єднань громадян, окремих громадян);
- комплексності (визначення ієрархії цілей та завдань, які конкретизуються у часі, тер. та галузевому аспектах, щодо видів злочинів і рівня профілакт. роботи);
- переважання методів переконання (тобто застосування примусових заходів лише після вичерпання усіх інших засобів впливу);
- гласності (систематичне висвітлення у державній статистиці та ЗМІ стану, структури і динаміки злочинності).

Заходи боротьби можуть здійснюватися на всій території України чи в окремому її регіоні, у певній галузі народного господарства, на підприємстві, в установі, організації, серед певної категорії населення (загальна профілактика злочинності) або щодо конкретної особи (індивід, профілактика). ВР України затверджує комплексні цільові програми боротьби зі злочинністю, які конкретизуються на регіональному та місцевих рівнях, а також на окремих підприємствах, в установах, організаціях. Органом, який узгоджує діяльність усіх суб'єктів боротьби зі злочинністю, є Координаційний комітет по боротьбі з корупцією та організованою злочинністю при Президентові України. Оскільки боротьба зі злочинністю, особливо з такими її видами, як екологічні злочини, тероризм, наркобізнес, проституція, викрадення автомобілів, стала глобальною проблемою, Україна тісно співробітничає у цьому напрямі з відповідними міжнародними організаціями, зокрема з Інтерполом.